# Opisina arenosella
Opisina arenosella är en fjärilsart som beskrevs av Walker 1864. Opisina arenosella ingår i släktet Opisina och familjen plattmalar. Inga underarter finns listade i Catalogue of Life.